# Alison Fiske
Alison Fiske (2 de agosto de 1943) es una actriz inglesa de teatro, cine y televisión. Saltó a la fama por su papel en la serie de televisión Helen: A Woman of Today en 1973 emitida a través de London Weekend Television.
Ha recibido diversos reconocimientos en el ámbito teatral, entre ellos el Premio Laurence Olivier en la categoría actriz del año en una obra nueva por su rol de Fish en Dusa, Fish, Stats and Vi estrenada en el Mayfair Theatre en 1977; además fue nominada al mismo galardón en 1979 en la categoría actriz de reparto del año por su papel en la obra For Services Rendered estrenada en el Royal National Theatre.

## Premios y nominaciones
| Año  | Premio                  | Categoría                        | Trabajo                  | Resultado | refs  |
| ---- | ----------------------- | -------------------------------- | ------------------------ | --------- | ----- |
| 1977 | Premio Laurence Olivier | Actriz del año en una obra nueva | Dusa, Fish, Stats and Vi | Ganadora  | [ 1 ] |
| 1979 | Premio Laurence Olivier | Actriz de reparto del año        | For Services Rendered    | Nominada  | [ 3 ] |